# Ronda del Real Club Deportivo de La Coruña
La autovía urbana de La Coruña o Circunvalación de La Coruña, coloquialmente conocida como la Tercera Ronda (denominada Ronda del Real Club Deportivo de La Coruña en su trazado dentro del término municipal coruñés) es una autovía urbana municipal y autonómica de la Junta de Galicia que la une desde la Rotonda de Pavo Real, en los cruces de la Ronda de Outeiro y calle Manuel Murguía hasta el acceso a la AC-14. En la ciudad de La Coruña, hay dos Rondas: Ronda de Nelle y Ronda de Outeiro. Ambas forman parte del primer y segundo cinturón coruñés, de ahí que con la construcción de un tercer cinturón coruñés se le conozca como "Tercera Ronda".
La denominación V-14 forma parte de la planificación del Ministerio de Transportes, Movilidad y Agenda Urbana, y la denominación V-1.4 forma parte de la planificación de la Junta de Galicia. Por todo el recorrido de la Tercera Ronda, es reconocido como la denominación V-1.4, siendo la denominación V-14 la que aparece en los indicadores de direcciones de la autovía AC-14.
El proyecto de la Tercera Ronda fue planificado por la Junta de Galicia, en el año 2000, y el anterior alcalde socialista (PSOE) coruñés, Francisco Vázquez Vázquez, para tener una nueva alternativa de la conexión oeste al sur de la ciudad, sustituyendo al tráfico de la Ronda de Outeiro y ayudando a evitar los colapsos de tráfico. El proyecto fue dividido en 3 tramos, el primer tramo proyectado es de un kilómetro desde la Rotonda de Pavo Real a San Pedro de Visma, el segundo tramo proyectado es entre San Pedro de Visma y zona industrial de La Grela-Bens (centro comercial de Marineda City) y el tercer tramo proyectado es entre la zona industrial de La Grela-Bens y el acceso a la autovía AC-14, en la zona industrial de Pocomaco.
La construcción del primer tramo se inició en 2007 y concluyó en noviembre de 2008, sin conexión a ninguna parte.Se construyó solamente un kilómetro sin conexiones a San Pedro de Visma y la carretera de Bens (tenía proyecto aparte). Tras finalizarse el primer tramo, se iniciaron las primeras obras del segundo tramo, retrasado debido a una polémica por el caso de Penamoa.El segundo tramo se concluyó en diciembre del año 2011.
Tras la finalización del segundo tramo (con la apertura completa en junio de 2012), se iniciaron las obras del tercer tramo y último tramo de la Tercera ronda, en el año 2012, que ya había sido retrasado bastante por la conexión a la autovía AC-14, construida por el Ministerio de Transportes, Movilidad y Agenda Urbana. Las obras concluyeron a comienzos del año 2015, siendo inaugurada la autovía de forma oficial en marzo de 2015.

## Historia
Los orígenes de la carretera actual se remontan al 14 de diciembre del año 200, día en el que José Cuiña Crespo y Francisco Vázquez Vázquez firman el acuerdo para iniciar la carretera que vendría a solucionar los problemas de tráfico para acceder a la ciudad. Tres años más tarde, la Junta de Galicia presentó el proyecto para el tramo entre Los Rosales y el enlace en las Rañas. En 2006 se firmó el acuerdo de inicio de las obras y el 10 de noviembre de ese mismo año comenzaron los trabajos.
En diciembre de 2009 el pleno del Ayuntamiento aprobó por unanimidad darle el nombre de "Deportivo de La Coruña" a una calle de la ciudad, una antigua petición de los aficionados del Club. El 8 de agosto de 2012, el alcalde de A Coruña, Carlos Negreira, anunció que la Tercera Ronda sería finalmente la vía que llevase ese nombre. El 21 de Septiembre de ese año, el alcalde, acompañado por el presidente del Deportivo, Augusto César Lendoiro, inauguró el nuevo nombre de la Ronda. Cientos de personas se acercaron para la celebración.

## Tramos
| Denominación | Tramo | Kilómetros    | Año servicio        |
| ------------ | --- | ------------- | ------------------- |
| V-14 V-1.4   | Glorieta Pavo Real - San Pedro de Visma | 1             | 2011                |
| V-14 V-1.4   | San Pedro de Visma - Avenida de Arteijo Tramo original Enlace de Calle Severo Ochoa Enlace de Avenida de Arteixo (paso inferior y rotonda) Enlace de Avenida de Arteixo (paso superior) | 2,3 - 0,4 0,7 | 2011 2012 2010 2012 |
| V-14 V-1.4   | Avenida de Arteijo - AC-14 Tramo original Enlace de As Rañas | 2 -           | 2015 2012           |

## Trazado
| Velocidad | Esquema | Salida | Sentido Pocomaco (AC-14) | Carriles | Sentido Glorieta Pavo Real (La Coruña) | Carretera    | Notas |
| --------- | ------- | ------ | --- | -------- | --- | ------------ | ----- |
|           |         |        | Comienzo de la Ronda del Real Club Deportivo de La Coruña V-14 V-1.4 Procede de: Glorieta Pavo Real |          | Fin de la de la Ronda del Real Club Deportivo de La Coruña V-14 V-1.4 Incorporación final: Glorieta Pavo Real Dirección final: Centro ciudad Paseo marítimo Riazor-Orzán Otras direcciones |              |       |
|           |         |        | Falso Túnel San Pedro de Visma 160 metros |          | Falso Túnel San Pedro de Visma 140 metros |              |       |
|           |         |        | Sin accesos Dirección única: AC-14 |          | Sin accesos Dirección única: Glorieta Pavo Real |              |       |
|           |         |        | Viaducto A Grela-Bens 350 metros |          | Viaducto A Grela-Bens 350 metros |              |       |
|           |         |        | |          | polígono industrial A Grela-Bens calle Severo Ochoa Meicende | AC-415       |       |
|           |         |        | Viaducto A Grela-Bens 150 metros |          | Viaducto A Grela-Bens 150 metros |              |       |
|           |         |        | polígono industrial A Grela-Bens avenida de Arteijo zona comercial Carballo |          | avenida de Arteijo zona comercial Carballo | AG-55 AC-552 |       |
|           |         |        | Falso Túnel As Rañas I 60 metros |          | Falso Túnel As Rañas I 60 metros |              |       |
|           |         |        | Falso Túnel As Rañas II 80 metros |          | Falso Túnel As Rañas II 80 metros |              |       |
|           |         |        | Viaducto Pocomaco 430 metros |          | Viaducto Pocomaco 430 metros |              |       |
|           |         |        | Mesoiro - Feáns Pocomaco campus Elviña |          | | DP-0512      |       |
|           |         |        | Fin de la Ronda del Real Club Deportivo de La Coruña V-14 V-1.4 Dirección final: AC-14 A-6 Lugo - Madrid E-1 AP-9 Santiago de Compostela Aeropuerto de La Coruña DP-3006 Zapateira Campus A Zapateira Vilaboa |          | Inicio de la Ronda del Real Club Deportivo de La Coruña V-14 V-1.4 Procede de: AC-14 |              |       |